# Neochordodes californensis
Neochordodes californensis är en tagelmaskart som beskrevs av Miralles och Villalobos 1995. Neochordodes californensis ingår i släktet Neochordodes och familjen Chordodidae. Inga underarter finns listade i Catalogue of Life.